# Budykierz
Budykierz – wieś w Polsce położona w województwie mazowieckim, w powiecie wyszkowskim, w gminie Brańszczyk. Ma status sołectwa.
Obok miejscowości przebiega droga krajowa nr 8 i droga wojewódzka nr 694.
Wierni Kościoła rzymskokatolickiego należą do parafii św. Barbary w Porębie-Kocębach.

## Historia
Pod koniec XIX wieku Budykierz był kolonią włościańską w parafii Poręby. W 1827 roku miejscowość liczyła 12 domostw i 68 mieszkańców.
W latach 1921–1931 wieś leżała w województwie białostockim, w powiecie ostrołęckim, w gminie Brańszczyk. Według Powszechnego Spisu Ludności z 1921 roku wieś zamieszkiwało 236 osób w 44 budynkach mieszkalnych. Miejscowość należała do parafii rzymskokatolickiej w Brańszczyku. Podlegała pod Sąd Grodzki w Ostrowi Mazowieckiej i Okręgowy w Łomży; właściwy urząd pocztowy mieścił się w Brańszczyku.
W latach 1975–1998 miejscowość administracyjnie należała do województwa ostrołęckiego.
Na dzień 31 grudnia 2013 roku sołectwo liczyło 215 mieszkańców zameldowanych na pobyt stały.
Wieś ma utwardzoną drogę, boisko do piłki nożnej oraz świetlicę.